# Volvatellidae
Volvatellidae is een zeeslakkenfamilie die voor het eerst beschreven werd in 1895 door Pilsbry.

## Geslachten
- Ascobulla
- Volvatella

## Synoniemen
- Arthessidae (C.R. Boettger, 1963)
- Ascobullidae (Habe, Okutani & Nishiwaki, 1994)